# کلبارک ویلکی
کلبارک ویلکی (به لهستانی:  Klebark Wielki) یک منطقهٔ مسکونی در لهستان است که در گمینا پوردا واقع شده‌است.
 کلبارک ویلکی  ۶۶۰ نفر جمعیت دارد.